# Crossover thrash
Crossover thrash (ou simplesmente crossover ) foi o termo utilizado na década de 1980 para descrever a primeira onda de bandas que misturavam o hardcore punk com thrash metal a partir de 1982 e cristalizado por volta de 1986.
Enquanto o thrash metal nasceu quando parte da cena metal incorporou influências vindas do hardcore punk, o crossover thrash nasceu pelo caminho inverso, quando bandas hardcore punk passaram a metalizar sua música.
Apesar de algumas bandas de hardcore punk, como Bad Brains, SSD e Black Flag já apresentarem algumas influências vindas do heavy metal, o crossover propriamente dito só se deu através da influência do thrash metal/speed metal, particularmente na adoção de solos, estruturas mais complexas e, é claro das marcantes palhetadas abafadas na guitarra. Algumas bandas adotaram a velocidade do fastcore, sendo que algumas das primeiras bandas desse estilo com o passar do tempo passaram a tocar crossover thrash.
Alguns pioneiros do gênero são as bandas americanas Suicidal Tendencies, Cryptic Slaughter, D.R.I., C.O.C., S.O.D. e M.O.D. e as brasileiras Ratos de Porão, Bandanos, Netos do Velho, Excomungados e Lobotomia. No início, a mistura trouxe uma grande dose de polêmica, que algumas vezes se transformou em violência vinda da ala mais radical do punk, que considerava a influência heavy uma traição.
Ainda na primeira metade dos anos 80, bandas inglesas como Discharge, English Dogs e Broken Bones já estavam incorporando influências metálicas sobre uma base hardcore sob o rótulo de "metal punk". Alguns consideram o EP "State Violence, State Control" do Discharge, de 1982, como o marco inicial do estilo.